# Pareja (kommunhuvudort)
Pareja är en kommunhuvudort i Spanien.   Den ligger i provinsen Provincia de Guadalajara och regionen Kastilien-La Mancha, i den centrala delen av landet, 90 km öster om huvudstaden Madrid. Pareja ligger 768 meter över havet och antalet invånare är 482.
Terrängen runt Pareja är huvudsakligen lite kuperad. Pareja ligger nere i en dal. Runt Pareja är det mycket glesbefolkat, med 2 invånare per kvadratkilometer. Närmaste större samhälle är Sacedón, 11,0 km sydväst om Pareja. 